# Europa (czasopismo)
Europa – miesięcznik literacki wydawany w Warszawie w latach 1929–1930 przez Stanisława Baczyńskiego.
Miesięcznik miał charakter lewicowy. Odwoływał się do inteligencji, dążącej do przebudowy ustroju społecznego. Głównym publicystą pisma był Stanisław Baczyński, podejmujący problemy kultury, przyszłości sztuki i współczesnej filozofii (Bertrand Russell, Henri Bergson). Oprócz niego w miesięczniku publikowali m.in. Karol Irzykowski, Marian Czuchnowski, Jan Nepomucen Miller, Jalu Kurek oraz inni awangardziści.